# プロジェクトマネジメント学会
一般社団法人 プロジェクトマネジメント学会（プロジェクトマネジメントがっかい、The Society of Project Managemen、略称：PM学会）は、日本の学術研究団体の一つ。

## 基本情報
- 設立：平成11（1999）年3月26日、平成21（2009）年11月5日 一般社団法人化
- 日本学術会議 第19期登録学術団体 第3部（経営学） 第5部（工学）
- 室長：関哲朗（文教大学)
- 所在地：東京都港区新橋5-12-9 ABCビル 2階